# 로열티 프로그램

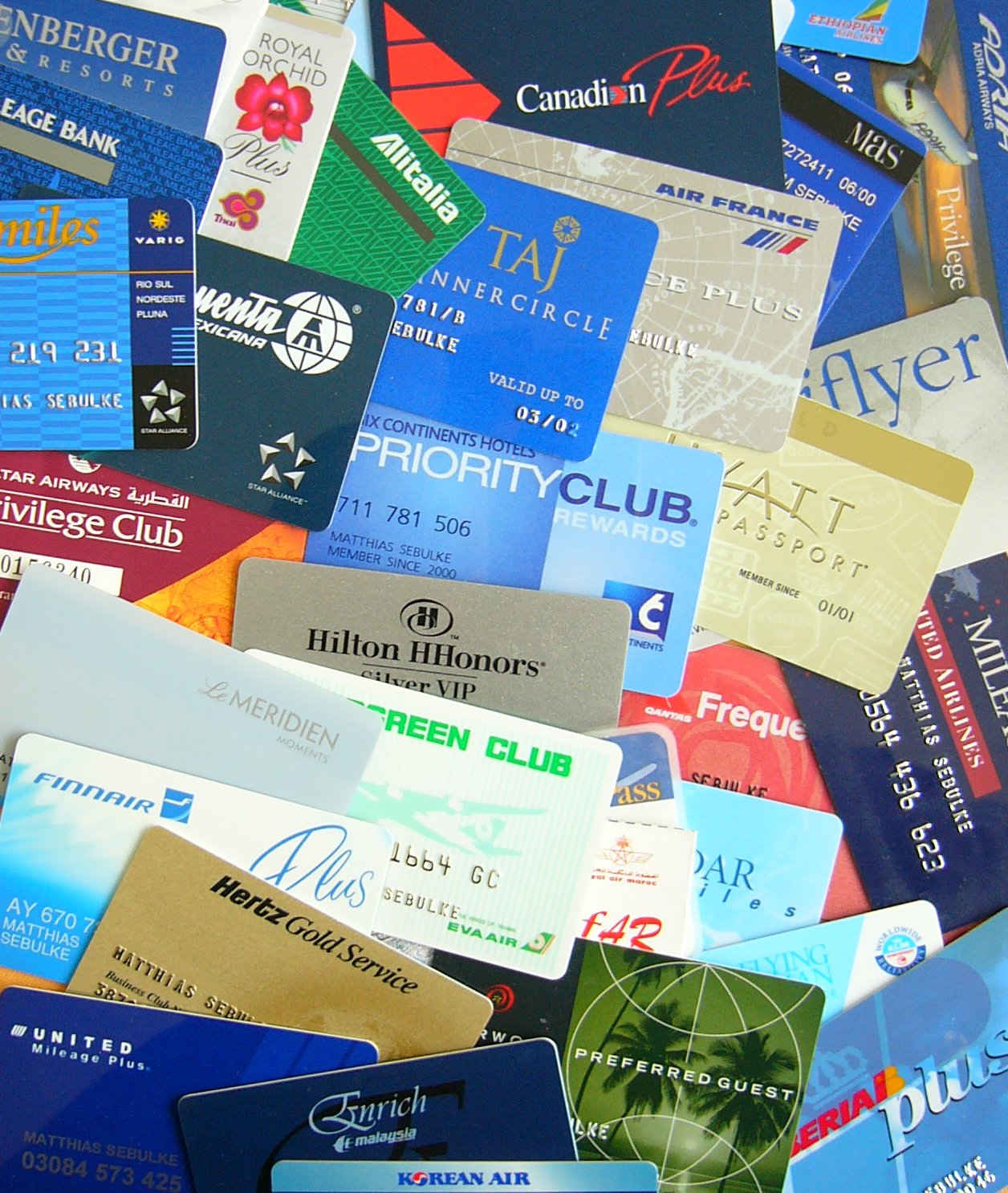
다양한 로열티 카드

로열티 프로그램(loyalty program) 또는 리워드 프로그램(rewards program)은 프로그램과 관련된 하나 이상의 사업체에서 고객이 계속 쇼핑하거나 서비스를 이용하도록 장려하기 위해 고안된 마케팅 전략이다.

## 단일 회사 대 연합 프로그램
로열티 프로그램은 다음 중 하나일 수 있다.
- 단일 브랜드 프로그램: 타깃 코퍼레이션과 같이 회사가 소유한 모든 매장을 위한 프로그램이거나, 맥도날드와 같이 기업이 소유하고 독립 사업자에게 프랜차이즈된 브랜드 매장을 위한 프로그램일 수 있다.
- 단일 기업 프로그램: 갭 (기업) 공동 프로그램과 같이 갭, 바나나 리퍼블릭, 올드 네이비, 아틀레타의 매장 및 디지털 채널에서 운영되며, 이들은 모두 갭 Inc.가 소유하고 있다.
- 연합 로열티 프로그램: 별개의 관련 없는 여러 사업체의 고객에게 혜택을 제공한다.[2] 예시로는 미국에서 3,500개 이상의 매장에서 캐시백을 제공하는 라쿠텐 리워즈[3]와 각 서비스 시장(캐나다, 네덜란드, 바레인, 카타르, UAE)에서 여러 판매처의 구매에 대해 포인트를 제공하는 에어 마일즈가 있다.[4]
  - 쇼핑 센터 프로그램은 Tanger Outlets 로열티 프로그램과 같이 단일 또는 연쇄 쇼핑 센터를 기반으로 할 수도 있으며, 이 프로그램은 아울렛 몰 내 상점에서 사용할 수 있다.
  - 올림피아 (워싱턴주) 시내에서는 2021년 시내 쇼핑 지구 상인들을 위한 연합 로열티 프로그램을 시작했다.[5]

2020년 맥킨지는 로열티 프로그램 "생태계"에 대해 언급했다.

## 특징

### 고객이 계좌 번호를 제공하는 방법

#### 실물 로열티 카드
로열티 프로그램은 일반적으로 특정 프로그램 운영자가 해당 제휴 사업체의 고객을 위해 계정을 설정하고, 이어서 고객에게 프로그램 참여자임을 식별하는 로열티 카드(다양하게 리워드 카드, 포인트 카드, 어드밴티지 카드, 클럽 카드 또는 기타 이름으로 불림)를 발급하는 것을 포함한다. 이 카드는 신용카드와 시각적으로 유사한 플라스틱 또는 종이 카드일 수 있다. 카드는 스캔을 용이하게 하기 위해 바코드 또는 마그네틱 스트라이프를 가질 수 있지만, 일부는 칩 카드 또는 근접 카드이다. 미국 슈퍼마켓은 종종 신용카드 크기의 카드와 열쇠고리에 맞는 크기의 카드 두 장을 발행하며, 모바일 앱이나 웹사이트를 통해서도 카드에 접근할 수 있도록 한다.

#### 디지털 로열티 카드
2024년 현재 미국 내 대부분의 프로그램은 모바일 앱을 통해 접근 가능한 디지털 로열티 카드를 제공하며, 고객은 종종 실제 판매 시점에서 앱의 QR 또는 바코드를 스캔할 수 있다. 일부 프로그램은 이제 디지털 카드만 제공하거나 예외적인 경우에만 제공한다. 예를 들어 마크스 & 스펜서(Marks and Spencer)의 2020년 영국에서 출시된 "Sparks" 프로그램은 특별 요청 시를 제외하고는 더 이상 실물 카드를 발행하지 않는다. 아메리칸 항공은 더 이상 새로운 상용고객 우대 프로그램 회원에게 회원 키트를 보내지 않는다.
스마트폰이 없는 많은 노년층을 포함하여 스마트폰이 없는 사람들에게 불친절하다는 비판에도 불구하고 고객이 모바일 앱을 사용하여 로열티 계좌 번호를 제시하도록 권장하거나 강제하는 것은 판매자에게 여러 면에서 이점을 제공한다. 이를 통해 고객에게 특별 제안을 제시하고(또는 푸시 알림을 통해 푸시), 개별 소비자에게 맞춤형 고객 경험을 제공하며, 구매 금액 및 패턴을 포함한 고객 행동을 더 잘 이해할 수 있다.

#### 전화번호 및 기타 방법
많은 미국 상점에서 실제 판매 시점에서 실물 또는 디지털 카드를 제시할 필요는 없으며, 고객이 터미널에 계정과 연결된 전화번호를 입력하거나 계산원에게 알려주어 등록기에 입력하게 할 수 있다. 온라인으로 구매할 때는 고객이 일반적으로 판매자 웹사이트에 로그인해야 한다. 그러나 온라인 여행사에서 항공권을 구매할 때는 고객이 일반적으로 여행사 웹사이트에 항공사 로열티 번호를 입력하면 여행사가 이를 항공사에 전달한다.

### 포인트
포인트를 특징으로 하는 프로그램은 고객에게 각 구매에 대해 일정 수의 포인트를 부여하며, 미국에서는 종종 1달러 또는 10달러 지출 증가분당 포인트를 부여한다. 충분한 포인트를 모으면 고객은 다음 중 하나로 교환할 수 있다.
- 상품 또는 서비스 무료 이용
- 상품 또는 서비스 할인
- 판매처에서 사용할 수 있는 기프트 카드, 크레딧 바우처 등
- "캐시백", 다음 중 하나:
  - 프로그램이 고객 계좌로 이체하는 돈 또는
  - 프로그램이 고객에게 우편으로 보내는 종이 수표

### 계층
계층이 있는 프로그램은 고객이 판매처에서 충분히 지출할 때(일반적으로 1년과 같은 특정 기간 동안) 상위 수준(예: 실버, 골드, 플래티넘 수준)으로 업그레이드되는 수준을 정의한다. 예를 들어 세포라는 1달러 지출에 대해 1포인트를 제공한다. 고객이 특정 수의 포인트를 획득하면 더 높은 할인과 독점 제품을 받을 수 있는 새로운 수준으로 진입할 수 있다.

### 회원비
구독 기반 프로그램에서 고객은 프로그램 혜택을 누리기 위해 수수료를 지불한다. 예를 들어 반스 & 노블(Barnes and Noble) 서점은 "프리미엄 멤버십 및 리워드" 프로그램에 대해 회원들에게 연간 약 40 미국 달러(2024년 중반 기준)를 부과하며, 이 프로그램은 회원들에게 대부분의 상품에 대해 10% 할인을 제공한다. 또한 이러한 할인을 제공하지 않지만 회원들이 가상 "스탬프"(즉, 로열티 포인트)를 모을 수 있도록 하는 무료 등급도 있다.

## 리워드 유형
프로그램에 따라 리워드는 다음 형태를 취할 수 있다.
- 상품 또는 서비스 무료
- 상품 또는 서비스 할인
- 판매처에서 사용할 수 있는 기프트 카드, 크레딧 바우처 등
- 캐시백

리워드 외에도 로열티 카드는 다음과 같은 혜택 및 기타 서비스를 위해 소비자를 식별하는 데 사용될 수도 있다.
- 약국에서 처방전을 조제할 때
- 공항 라운지에 입장할 때 (상용고객 우대제도 카드 사용)
- 고객이 판매 시점에서 결제를 위해 수표를 제시할 때

### 캐시백
캐시백 기능이 있는 프로그램은 고객이 사업체에 지출한 돈의 일부를 돌려준다(일반적으로 정해진 비율이며, 프로모션 기간에는 평소보다 높을 수 있다). "캐시백"은 실제로 현금인 경우는 드물며, "캐시백" 금액이 고객의 은행 계좌로 이체되는 형태를 취한다.
미국에서의 예시로는 연합 리워드 프로그램인 라쿠텐 리워즈와 고객이 직불카드를 사용하여 다양한 상품과 서비스를 결제할 때 캐시백을 제공하는 많은 은행들이 있다.

## 채널
프로그램에 따라 소비자가 로열티 계좌(계좌 번호, 프로모션, 기타 정보)에 접근할 수 있는 방법은 다음과 같다.
- 프로그램 및 참여 판매자의 웹사이트의 데스크톱, 모바일 및 반응형 버전
- 프로그램 또는 참여 판매자의 모바일 앱
- 카지노와 같은 전용 키오스크[12]
- 다음과 같은 전통적인 방법:
  - 실물 회원 카드
  - 계좌 명세서, 프로모션 및 기타 정보의 종이 우편 발송

### 모바일 앱 및 웹사이트
전통적인 마그네틱 카드, 스탬프 또는 펀치카드 기반의 시스템에서 온라인 및 모바일 온라인 로열티 프로그램으로의 전환이 있었다. 이러한 시스템은 다양하지만, 공통적인 요소는 전통적인 카드를 없애고 전자적인 방식으로 대체하려는 움직임이다. 선택된 매체는 종종 QR 코드이다. 몇 가지 유명한 예시로는 2009년 설립된 오스트리아 기반의 모바일-포켓, 2013년 6월부터 중단된 미국 기반의 Punchd()가 있으며, 이는 2011년 구글의 일부가 되었다. 그리고 아이비콘 기술을 통합한 호주 기반의 로열티 카드 애플리케이션인 Stamp Me가 있다. Loopy Loyalty (홍콩), Loyalli (영국), Perka (미국), Whisqr Loyalty (캐나다) 등도 유사한 프로그램을 제공했다. 애플의 패스북은 모바일 로열티 카드 형식을 표준화하려는 첫 시도이다.

### 모바일 기기를 통한 오프라인
모바일 애플리케이션을 위한 호스트 카드 에뮬레이션(HCE) 및 근거리 무선 통신(NFC) 기술의 도입으로 선불 및 로열티 프로그램을 위한 전통적인 비접촉식 스마트 카드가 스마트폰에서 에뮬레이션된다. 구글 월렛은 모바일 오프라인 결제 애플리케이션에 이러한 기술을 채택했다.
오프라인 시스템의 주요 장점은 사용자의 스마트폰이 온라인 상태일 필요가 없으며 거래가 빠르다는 것이다. 또한, 다중 상점 로열티 프로그램을 지원하기 위해 여러 에뮬레이션된 카드를 스마트폰에 저장할 수 있다. 결과적으로 사용자는 더 이상 많은 실물 카드를 가지고 다닐 필요가 없다.

## 산업
오늘날 이러한 로열티 프로그램은 대부분의 상업 유형을 포괄하며, 각기 다른 기능과 보상 체계를 가지고 있으며, 단일 지점 사업체 프로그램에서부터 대형 체인 또는 연합 로열티 프로그램 회원에 이르기까지 다양하다. 산업 분야는 다음과 같다.
- 소매: 슈퍼마켓, 백화점, 의류 매장, 뷰티 매장 및 기타 전문점
- 여행 및 숙박: 항공사, 여객 철도, 호텔, 렌터카 및 카셰어링 회사
- 식음료: 레스토랑, 커피숍, 패스트푸드 체인
- 금융 서비스: 은행, 신용카드 회사
- 통신: 이동통신사, 인터넷 서비스 제공업체
- 엔터테인먼트: 영화관, 스트리밍 서비스, 테마파크, 카지노
- 전자상거래 사이트/앱 및 온라인 마켓플레이스
- 피트니스 및 웰니스: 체육관, 피트니스 스튜디오, 스파 등
- 자동차: 자동차 딜러 및 서비스 센터

높은 경쟁 시장과 고객에게 제공되는 광범위한 서비스로 인해 시장 접근 방식이 제품 중심에서 고객 중심으로 전환되었으므로, 마케팅 전략이 지속 가능한 사업 성장을 우선시하고 고객 만족도를 높이는 것이 중요하다.

### 카지노
미국의 거의 모든 주요 카지노 체인에는 로열티 카드가 있으며, 이 카드는 카드 회원의 도박으로 얻은 "theo", 다양한 인구 통계 데이터, 카지노 내, 카지노 네트워크 및 카지노 파트너와의 다양한 구매 패턴을 기반으로 티어 크레딧, 리워드 크레딧, 컴프, 기타 특전을 제공한다. 이러한 프로그램의 예시로는 시저스 리워드(이전에는 Total Rewards로 불림) 및 MGM 리조트 인터내셔널의 Mlife가 있다.

### 커피숍

#### "비충성" 카드
2011년 기준으로 보스턴, 토론토, 런던의 일부 독립 커피숍에서는 다양한 커피숍을 방문한 고객에게 보상을 제공하는 실험적인 "비충성 카드(disloyalty card)" 프로그램을 시작했다.

## 판매자에게 주는 이점
로열티 프로그램이 판매자에게 주는 가장 중요한 이점은 데이터를 생성한다는 것이다. 이 데이터는 반복 구매를 유도하여 매출을 증가시킨다.
카드 신청 양식에는 일반적으로 고객 개인 정보에 대한 상점의 동의가 포함되며, 이는 일반적으로 고객에 대한 비집계 데이터의 (상점에 의한) 비공개를 의미한다. 상점은 집계 데이터를 내부적으로 (때로는 외부적으로도) 마케팅 조사의 일부로 사용한다. 시간이 지남에 따라 이 데이터는 예를 들어 특정 고객이 가장 좋아하는 맥주 브랜드나 채식주의자인지 여부를 밝힐 수 있다.
2020년대 중반을 기준으로 로열티 프로그램의 트렌드는 다음과 같다.
- 고객 경험을 개인화하기 위한 AI 및 데이터 분석의 로열티 플랫폼 통합
- 정서적 연결에 집중
- 개별 소비자 선호도에 부합하는 맞춤형 보상 제공
- 옴니채널 경험을 통한 더 많은 상호작용 유도, 즉 매장, 우편, 이메일, 모바일 앱, 앱 또는 SMS를 통한 푸시 알림, 웹사이트 등 여러 물리적 및 디지털 접점을 통한 접근

로열티 프로그램은 경제학자들이 이중 요금제라고 부르는 유형을 구현하는 수단이다.

### 아시아
- 일본: ja:共通ポイント 및 ja:ポイントプログラム#日本における歴史를 참조하라. 일본에서는 신용카드 이외의 다중 브랜드 포인트가 각 매장의 자체 포인트 외에 추가로 부여되는 경우가 많아지고 있다. 대부분의 일본인들은 다중 브랜드 포인트의 빅 4를 V-포인트(ja)(SMCC(SMBC 그룹 계열) 및 컬처 컨비니언스 클럽)(2024년 4월 22일 T-포인트(ja)(CCC)와 합병), Ponta(ja)(미쓰비시 상사 계열), 라쿠텐 포인트(ja), d 포인트 클럽(ja)(NTT 도코모)라고 말한다.[29] 다른 유명한 포인트 브랜드로는 Waon(이온 그룹 (), JRE 포인트(ja)(동일본여객철도), PayPay(ja) 포인트(소프트뱅크 그룹의 QR 코드 지급 결제), Nanaco가 있다.
- 홍콩: 옥토퍼스 리워즈,[30] 항철공사.[31] 동일 소유의 다른 연쇄점들은 종종 같은 로열티 프로그램을 공유한다. 예를 들어 A.S. Watson Group의 MoneyBack은 Parknshop, Watsons, Fortress 매장 및 해당 기업의 소매 파트너에서 사용할 수 있다.[32] HKT의 The club 또한 유사한 로열티 프로그램을 제공한다.[33] 국영 항공사인 캐세이퍼시픽 항공은 로열티 및 상용고객 우대제도 프로그램인 Asia Miles를 운영한다.[34]
- 인도: PAYBACK 인도는 인도에서 가장 큰 연합 로열티 프로그램이다.[35][36] 독일 로열티 프로그램 운영사인 Loyalty Partner는 2010년 6월 i-mint의 지배 지분을 인수했고[36] 2011년 7월 프로그램 이름을 PAYBACK 인도로 변경했다.[35] BPCL의 PetroBonus 연료 카드 프로그램은 2백만 명의 회원을 보유하고 있다.[37] Indian Oil의 플릿 카드 프로그램 XTRAPOWER와 소매 프로그램 XTRAREWARDS는 합쳐서 3백만 명의 고객 기반을 주장한다.[38]
- 이란: 최초의 이란 로열티 프로그램은 1996년에 시작되었다.[39] East Credit Card Group Kish는 2005년에 로열티 프로그램을 시작했다.[40]
- 말레이시아: 겐팅 하일랜즈 리조트 로열티 카드인 WorldCard는[41] 말레이시아, 싱가포르, 홍콩 세 국가에서 유효하다.
- 필리핀:[42] SM 슈퍼몰과 BDO Unibank는 The SM Store, SM Supermarket, SM Hypermarket, ACE Hardware 및 Watsons Pharmacy에서 사용할 수 있는 리워드 카드를 제공한다.[43][44] Robinsons Malls도 Go Rewards 앱(이전에는 Robinsons Rewards 카드)을 통해 로열티 프로그램을 제공한다.[45][46] 다른 프로그램으로는 졸리비 (HappyPlus 카드),[47] Grab Rewards,[48] 그리고 Mercury Drug의 Suki Card가 있다.[49]
- 싱가포르: 그랩의 GrabRewards[50], SAFRA[51] 및 NTUC의 Plus![52] 등이 싱가포르의 로열티 프로그램이다.

### 유럽
- 오스트리아: 오스트리아의 두 가지 가장 큰 로열티 프로그램은 Payback과 mo이다. JÖ는 2019년에 완전히 출시되었다.
- 핀란드: 로열티 프로그램을 가진 두 주요 소매 연합은 S-Etukortti 카드를 가진 S-Group[53]) 및 K-Plussa (67%)를 가진 Kesko이다.
- 조지아: 조지아의 가장 큰 로열티 카드 프로그램은 2010년부터 Universal Card Corporation에서 유니카드를 통해 운영하고 있다.
- 독일: 가장 큰 로열티 프로그램은 2000년에 출시된 Payback이다.[54][55] HappyDigits(독일어판)와 Shell ClubSmart 프로그램이 그 다음으로 크다.[55] DeutschlandCard(독일어판)는 2008년 Arvato에 의해 출시되었다. HappyDigits는 2010년까지 해체되었다.
- 헝가리: SuperShop과 Multipoint가 주요 로열티 프로그램이다.
- 이탈리아: 2015년 넥타가 시장에서 철수한 후 Payback이 가장 인기 있는 로열티 프로그램이다.[56] 슈퍼마켓 Esselunga, Coop, Il Gigante도 로열티 프로그램을 운영한다.
- 라트비아: 라트비아에서 가장 큰 로열티 프로그램 중 하나는 많은 판매자를 위한 운영자 역할을 하는 Pins이다. 다른 하나는 Walmoo이다.
- 노르웨이: 노르웨이에서 가장 큰 로열티 프로그램은 Trumf이다. Trumf는 노르웨이 식료품 도매 그룹인 NorgesGruppen이 소유한 "오프라인" 로열티 프로그램이다.[57] KickBack.no는 노르웨이에서 가장 큰 온라인 로열티 프로그램 및 캐시백 사이트 중 하나이다. KickBack.no는 십스테드 미디어 그룹이 소유하고 있다.
- 아일랜드 공화국: Superquinn은 1993년 유럽 프로토타입인 SuperClub 로열티 카드를 도입했다. 그러나 로열티 카드는 1997년 Tesco Ireland가 Power Supermarkets 인수한 직후 Clubcard 제도를 도입하면서 확산되었다. SuperValu는 Real Rewards라는 자체 로열티 클럽을 도입했다. 다른 프로그램들은 다음과 같다.
  - 1990년대 후반 — Esso 휘발유 프로그램: Tiger Miles, Maxol, Texaco 및 Statoil. 2005년 유가 상승으로 이들 프로그램은 종료되었다.
  - 주요 컴퓨터 게임 및 하드웨어 판매업체인 Game은 Electronics Boutique의 프로그램과 합병했다.
  - Rewards From Us To You, 호텔 로열티 프로그램
- 러시아: MALINA, "러시아에서 가장 큰 다국적 고객 충성도 프로그램"은[58] 2006년 Loyalty Partners Vostok에 의해 출시되었다.[59][60] 또 다른 프로그램은 Mnogo.ru이다.
- 스위스: 로열티 프로그램은 스위스에서 인기가 많으며, 두 주요 슈퍼마켓 체인인 Migros와 코옵이 두드러진다. M-Cumulus 카드는 Migros 슈퍼마켓, Ex Libris, SportXX 및 기타 소매점에서 사용할 수 있다. Coop Supercard는 Coop 및 다양한 관련 상점에서 구매 시 포인트를 적립한다. 가구 소매업체인 Interio와 같은 다른 상점들도 로열티 카드 및 매장 기반의 인센티브 신용 카드와 함께 시장에 진출하고 있다. 스위스의 유일한 연합 로열티 제도는 300개 이상의 독립 소매 파트너 네트워크를 가진 Bonus Card이다.[61] 최근 몇 년 동안 온라인 로열티 프로그램도 스위스 시장을 겨냥하기 시작했다. 스위스에서 처음으로 서비스를 제공한 곳은 독일 기반의 Webmiles였다. 스위스 최초의 온라인 보너스 프로그램이라고 주장하는 Bonuspoints는 2008년 초에 출시되었으며 70개의 다른 온라인 상점에서 쇼핑 시 인센티브를 제공한다.
- 튀르키예: 페가수스 항공은 모든 항공편에 대해 보상을 제공하는 Pegasus Plus라는 로열티 프로그램을 운영한다. 승객들은 전체 항공편 비용을 기다리지 않고도 리워드 포인트를 할인으로 사용할 수 있다. 터키항공은 Miles&Smiles라는 로열티 프로그램을 운영한다.
- 영국: Passcard (나중에 Passkey로 이름 변경)는 1980년대 초에 있었다.[62] 세인즈버리스 Homebase Spend and Save Card는 또 다른 1980년대 초 로열티 카드였다.[63] 이후 프로그램인 테스코의 ClubCard는 돈에 대한 가치를 제공하지 않는다는 비판을 받았다.[64] 디 이코노미스트는 영국 매장에 대한 로열티 카드의 진정한 이점은 방대한 마케팅 조사 데이터베이스 잠재력이라고 제안했다.[65] 모리슨스는 또 다른 프로그램이다.[66] 많은 상점에는 카드를 통해 계산대에서 사용할 수 있는 바우처를 인쇄하는 키오스크가 있다.
세이프웨이의 ABC 카드는 2000년에 중단되었다.[67] Maximiles[68]는 온라인 연합 프로그램이다.[69]
이전에 영국항공이 운영하던 에어 마일즈는 2011년에 에어 마일즈에서 Avios로 리브랜딩되었으며, 이로 인해 회원은 상환에 사용한 항공편에 대해 세금과 수수료를 지불해야 했다.[70]

Co-operative Membership: Co-op 그룹은 Co-op 브랜드 제품에 대해 회원에게 2% (이전에는 5%) 환불을 제공하며, 2%는 카드 소유자가 지정한 자선 단체에도 기부된다. 이는 Co-op 그룹 매장에서만 가능하다. 이전에 사용되던 배당 혜택을 대체했다. 다른 Co-op 체인점들은 Midcounties Co-operative와 같이 배당 제도를 계속 운영한다. 이들 중 다수는 다른 Co-operative 로열티 카드를 받지만 일반적으로 동일한 혜택은 제공하지 않는다. 예를 들어 Midcounties Co-operative는 Co-operative 그룹 카드를 받지만 자선 기부나 카드 소유자 환불은 없다.

### 아메리카 대륙
- 브라질
  - Dotz는 5천만 명 이상의 회원을 보유한 브라질의 연합 로열티 프로그램이다.[71]
- 캐나다
  - 에어 캐나다를 중심으로 애플, 세포라, 우버 등도 참여하는 연합 프로그램인 Aeroplan[2]
  - 에어 마일즈는 캐나다에서 가장 큰 로열티 프로그램이다.
  - 캐나디안 타이어의 Canadian Tire money는 캐나다에서 가장 오래된 로열티 프로그램이다.[72]

- - 식음료 산업에는 팀홀튼의 팀스 리워드와 같이 리워드 프로그램을 가진 여러 회사들이 있다.[73]
  - Scene+는 Cineplex 소유 영화관, Scotiabank (카드 사용 지출용), Sobeys 식료품점, Home Hardware, Expedia, Recipe 레스토랑 및 라쿠텐 리워즈 등이 참여하는 연합 프로그램이다.[2][74]
- 미국: 미국에서 로열티 카드는 오랜 역사를 가지고 있다.[75] 일부는 온라인으로만 존재한다.[76][77][78] 일부는 기존 신용카드와 제휴한다.[79][80] 상용고객 우대제도와 덜 흔하게 SeaMiles[81]는 판매액의 일정 비율을 지정된 자선 단체에 기부하는 프로그램과 공존한다.[82] 일부 미국 소매업체는 이러한 카드를 시행하지 않거나, 모든 쇼핑객에게 할인을 제공하는 방식으로 전환하여 폐지했다.[83] 소수의 주만이 클럽 카드를 규제한다. 예를 들어, 캘리포니아주의 슈퍼마켓은 1999년 슈퍼마켓 클럽 카드 공개법의 적용을 받는다.[84]
  - 연합 프로그램으로는 Plenti가 있다.[85]
- 멕시코:
  - Aeroméxico Rewards, 이전 명칭 Club Premier는 Aeromexico 항공사와 여러 관련 없는 소매 체인이 참여하는 연합 프로그램이다.
  - Monedero Naranja (직역: "주황색 지갑")는 Comercial Mexicana의 다양한 슈퍼마켓 브랜드인 La Comer, Fresko, City Market이 참여하는 프로그램이다.[86]

### 오세아니아
Flybuys는 호주와 뉴질랜드 모두에서 가장 큰 로열티 프로그램이다.
- 오스트레일리아: 경쟁 프로그램으로는 울워스 그룹의 Everyday Rewards,[91] Myer의 MYER one 프로그램, 프라이스라인의 Sister Club,[92] Amcal Rewards, Miller's Fashion Club, 그리고 BB Retail Capital Pulse Rewards 프로그램이 있다.[93]
- 뉴질랜드: 기타 프로그램으로는 New Zealand Automobile Association AA Smartfuel 프로그램과 카운트다운 슈퍼마켓의 Onecard가 있다. Kachingo는 단명한 "카드 없는" 프로그램이었다.

## 가상 화폐로서
로열티 프로그램은 보상 포인트가 재화 또는 용역으로 교환될 수 있지만 현금으로 교환될 수 없다는 점에서 단방향 현금 흐름을 가진 중앙 집중식 가상화폐의 한 형태로 묘사되었다.

## 비판
로열티 프로그램의 효과에 대한 증거는 논란이 많다. 많은 기업들은 고객 로열티 프로그램을 수익성 있게 사용할 수 있는지 여부와 방법에 대해 확신하지 못한다. 많은 프로그램은 (위치, 규모 또는 산업과 관계없이) 적절한 측정 지표나 목표 매개변수 없이 운영된다.
일부 기업들은 로열티 프로그램이 어차피 물건을 구매하는 사람들에게 상품 할인을 제공한다고 불평한다. 더욱이 이러한 프로그램에 참여하는 비용은 투자 수익률이 낮은 경우가 많다. Forte Consultancy Group은 로열티 프로그램을 뇌물로 간주한다. 비정기적으로 지출하는 고객의 경우, 로열티 수수료는 할인에 대한 보조금을 제공하는 수단이 된다.
2015년 연구에 따르면 미국 내 대부분의 슈퍼마켓 로열티 카드는 고객에게 실질적인 가치를 제공하지 않는 것으로 나타났다. 게다가 로열티 프로그램의 일환으로 수집된 고객의 개인 정보를 상업적으로 사용하는 것은 남용의 가능성이 있다. 소비자 구매는 추적되어 마케팅 조사에 사용되어 마케팅 및 광고의 효율성을 높일 가능성이 매우 높으며, 이는 로열티 카드 제공의 목적 중 하나이다. 일부 고객의 경우, 로열티 프로그램에 참여하는 것(가짜 또는 익명 카드를 사용하는 경우에도)은 개인 정보 보호를 침해하는 활동에 자금을 제공하는 것이다. 소비자들은 또한 RFID 기술이 로열티 카드 시스템에 통합되는 것에 대한 우려를 표명했다.
로열티 및 신용카드 보상 계획은 현대판 킥백의 예시로 볼 수 있다.
출장을 위해 (항공편이나 호텔 객실과 같은) 무언가를 구매해야 하지만 어떤 항공사나 호텔 체인을 이용할지 재량권이 있는 직원은 고용주를 위한 비용을 최소화하는 대신 가장 많은 캐시백, 신용카드 보상 또는 로열티 포인트를 제공하는 결제 방법을 선택할 유인이 있다.

## 같이 보기
- 지오마케팅
- 신원 관리
- 장려책
- 인센티브 프로그램
- 로열티 마케팅
- 프리미엄 (마케팅) (예: "프리미엄")
- S&H 그린 스탬프
- 거래 스탬프
- 매몰 비용